# Àcids (grup)
Àcids és un grup musical valencià format actualment per cinc membres de diferents pobles de la Vall d'Albaida. Entre les seves influències, hi figuren el rock psicodèlic, l'indie, el grunge i el rock espacial.
El seu primer treball autoeditat és una mostra de com d'eclèctiques són les seves influències, tant a l'apartat musical com a les seves lletres, que oscil·len entre els poemes quasi nihilistes de Jim Morrison, les paraules crues i directes de Vicent Andrés Estellés o l'excepcional lírica de Mario Benedetti. Per altre costat, podem trobar notes del rock psicodèlic a cançons com Multivers o Cançó de Pluja, els sons onírics i espacials d'Epsilon Z-38, les influències indie de Ponts cap a Holgersson o el dream pop d'En mar oberta i Atmosfera.
Tot i tenir encara poc recorregut, van resultar guanyadors del premi als artistes novells que atorga el «Col·lectiu Ovidi Montllor» en la gala del 2016, així com del primer premi en el concurs «Activa el So», lliurat a Ontinyent el mateix any. En maig del 2017 presenten el single 'Mosaic' acompanyat d'un videoclip. Uns mesos després anuncien un paró indefinit, al·legant problemes per a compatibilitzar estudis i treball per part dels membres del grup.

## Discografia
- Àcids (Maqueta, 2016)